# Celleporina surcularis
Celleporina surcularis är en mossdjursart som först beskrevs av Alpheus Spring Packard 1863.  Celleporina surcularis ingår i släktet Celleporina och familjen Celleporidae. Inga underarter finns listade i Catalogue of Life.